# Oleksandr Filippov
Oleksandr Oleksandrovitch Filippov (en ukrainien : Олекса́ндр Олекса́ндрович Філі́ппов), né le 23 octobre 1992 à Avdiïvka en Ukraine, est footballeur ukrainien qui joue au poste d'attaquant au FK Oleksandria.

## Biographie

### En club

#### Formation et débuts à l'Arsenal Kiev
Formé au sein de l'Arsenal Kiev, il joue son premier match le 25 décembre 2012 face au Dynamo Kiev en remplaçant Saulius Mikoliūnas à la 80e minute de jeu (défaite 4-0).

#### Passage au Desna Tchernihiv
En 2016, Filippov est transféré au FK Desna Tchernihiv. Lors de la saison 2016-2017, il marque 11 buts. Avec ce club, il est promu en Premier-Liha au cours de la saison 2017-18.
Le 15 mars 2020, lors des play off de la Premier-Liha, il permet à son équipe d'égaliser contre le Dynamo Kiev au Stade olympique de Kiev (match nul 1-1).
Le 14 juin 2020, l'Ukrainien inscrit un doublé face au FK Oleksandria (victoire 1-5). Un mois plus tard, il marque un nouveau but contre le Chakhtar Donetsk (défaite 2-4).
Lors de la saison 2019-2020, il est le deuxième meilleur buteur de la Premier-Liha. Grâce à sa quatrième place en Premier-Liha, le FK Desna Tchernihiv joue la Ligue Europa pour la première fois de son histoire.
Le 22 août 2020, Filippov inscrit un penalty contre le Zorya Louhansk pour le premier match de la saison 2020-2021 de Premier-Liha (victoire 3-1).

#### Première expérience à l'étranger
Le 22 septembre 2020, il signe au Saint-Trond VV pour 1,5 million d'euros. Il devient le joueur sortant le plus cher du FK Desna Tchernihiv,.

### En équipe nationale
En janvier 2013, il atteint la finale de la Coupe de la CEI avec l'équipe d'Ukraine espoirs, jouant en tout quatre matches et marquant un but.